# India en los Juegos Olímpicos de Londres 2012
India estuvo representada en los Juegos Olímpicos de Londres 2012 por un total de 81 deportistas, 58 hombres y 23 mujeres, que compitieron en 13 deportes.
El portador de la bandera en la ceremonia de apertura fue el luchador Sushil Kumar.

## Medallistas
El equipo olímpico indio obtuvo las siguientes medallas:
| Nombre         | Deporte     | Competición                    |
| -------------- | ----------- | ------------------------------ |
| Oro            |             |                                |
| —              |             |                                |
| Plata          |             |                                |
| Sushil Kumar   | Lucha libre | 66 kg M                        |
| Vijay Kumar    | Tiro        | Pistola rápida de fuego 25 m M |
| Bronce         |             |                                |
| Saina Nehwal   | Bádminton   | Individual F                   |
| Mary Kom       | Boxeo       | 51 kg F                        |
| Yogeshwar Dutt | Lucha libre | 60 kg M                        |
| Gagan Narang   | Tiro        | Rifle de aire 10 m M           |